# 圣热尔瓦齐
圣热尔瓦齐（法語：Saint-Gervazy，法語發音：[sɛ̃ ʒɛʁvazi]）是法国多姆山省的一个市镇，属于伊苏瓦尔区。

## 地理
圣热尔瓦齐（45°24'54"N, 3°12'59"E）面积14.23 平方千米，位于法国奥弗涅-罗讷-阿尔卑斯大区多姆山省，该省份为法国中南部省份，北起阿列省接壤，东临卢瓦尔省，南至上盧瓦爾省和康塔爾省，西接科雷兹省和克勒兹省。
与圣热尔瓦齐接壤的市镇（或旧市镇、城区）包括：尚伯宗、莱奥图万、阿普沙、欧尼亚、科朗日、马德里亚、莫里亚、维谢勒。

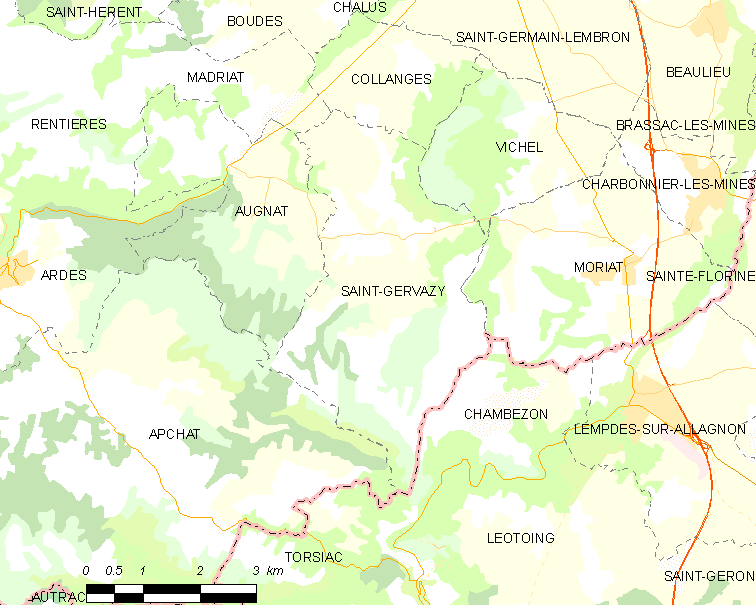
圣热尔瓦齐的OSM定位图

圣热尔瓦齐的时区为UTC+01:00、UTC+02:00（夏令时）。

## 行政
圣热尔瓦齐的邮政编码为63340，INSEE市镇编码为63356。

## 政治
圣热尔瓦齐所属的省级选区为布拉萨克莱米讷县。

## 人口

1962-2008年间圣热尔瓦齐人口变化图示

圣热尔瓦齐于2022年1月1日时的人口数量为338人。